# Communauté de communes du Pays d’Astrée
Die Communauté de communes du Pays d’Astrée ist ein ehemaliger französischer Gemeindeverband mit Rechtsform einer Communauté de communes im Département Loire, dessen Verwaltungssitz sich in dem Ort Boën-sur-Lignon befand. Das Gebiet des Verbandes lag im Zentrum des Départements am linken Ufer der Loire und umfasste sowohl einen Teil ihres flachen Talbodens wie auch Ausläufer der Berglandschaft Forez. Der Name bezog sich auf die Romanfigur Astrée im gleichnamigen Hauptwerk von Honoré d’Urfé, der auf dem Gebiet des heutigen Gemeindeverbandes aufgewachsen war und die Handlung des Romans ebenfalls in dieser Landschaft stattfinden ließ. Der Ende 1995 gegründete Gemeindeverband bestand aus 18 Gemeinden auf einer Fläche von 220,5 km2.

## Aufgaben
Zu den vorgeschriebenen Kompetenzen gehörten die Entwicklung und Förderung wirtschaftlicher Aktivitäten und des Tourismus sowie die Raumplanung auf Basis eines Schéma de Cohérence Territoriale. Der Gemeindeverband bestimmte die Wohnungsbaupolitik. In Umweltbelangen betrieb er die Abwasserentsorgung (teilweise) sowie die Müllabfuhr und ‑entsorgung. Zusätzlich förderte der Verband Kultur- und Sportveranstaltungen. Er war außerdem zuständig für den Ausbau der Telekommunikations- und Datenübertragungsnetze auf seinem Gebiet.

## Historische Entwicklung
Mit Wirkung vom 1. Januar 2017 fusionierte der Gemeindeverband mit
- Communauté d’agglomération Loire Forez (vor 2017),
- Communauté de communes des Montagnes du Haut Forez sowie
- Communauté de communes du Pays de Saint-Bonnet-le-Château

und bildete so die Nachfolgeorganisation Communauté d’agglomération Loire Forez.

## Ehemalige Mitgliedsgemeinden
Folgende 18 Gemeinden gehören der Communauté de communes du Pays d’Astrée an:
| Gemeinde                    | Einwohner 1. Januar 2022 | Fläche km² | Dichte Einw./km² | Code INSEE | Postleitzahl |
| --------------------------- | ------------------------ | ---------- | ---------------- | ---------- | ------------ |
| Ailleux                     | 179                      | 9,31       | 19               | 42002      | 42130        |
| Arthun                      | 526                      | 13,88      | 38               | 42009      | 42130        |
| Boën-sur-Lignon             | 3.017                    | 6,00       | 503              | 42019      | 42130        |
| Bussy-Albieux               | 542                      | 19,65      | 28               | 42030      | 42260        |
| Cezay                       | 208                      | 10,52      | 20               | 42035      | 42130        |
| Solore-en-Forez             | 512                      | 3,41       | 150              | 42084      | 42130        |
| Leigneux                    | 361                      | 4,53       | 80               | 42119      | 42130        |
| L’Hôpital-sous-Rochefort    | 106                      | 1,15       | 92               | 42109      | 42130        |
| Marcilly-le-Châtel          | 1.395                    | 16,32      | 85               | 42134      | 42130        |
| Marcoux                     | 783                      | 15,30      | 51               | 42136      | 42130        |
| Montverdun                  | 1.287                    | 16,52      | 78               | 42150      | 42130        |
| Sail-sous-Couzan            | 992                      | 7,43       | 134              | 42195      | 42890        |
| Sainte-Agathe-la-Bouteresse | 1.052                    | 11,75      | 90               | 42197      | 42130        |
| Sainte-Foy-Saint-Sulpice    | 565                      | 29,12      | 19               | 42221      | 42110        |
| Saint-Étienne-le-Molard     | 1.032                    | 16,55      | 62               | 42219      | 42130        |
| Saint-Laurent-Rochefort     | 247                      | 15,60      | 16               | 42252      | 42130        |
| Saint-Sixte                 | 683                      | 15,35      | 44               | 42288      | 42130        |
| Trelins                     | 672                      | 8,09       | 83               | 42313      | 42130        |